# Bobula János (építész, 1844–1903)
Idősebb Bobula János, születési szlovák nevén Ján Nepomuk Bobula (Liptóújvár, 1844. március 15. – Budapest, 1903. november 15.) szlovák származású magyar építész, építészeti szakíró, ifj. Bobula János apja.

## Életpályája
Építőmester, építész, szakíró, politikus és közember. Tizenhét  évesen kezdett dolgozni a pesti építkezéseken, majd ösztöndíj segítségével  elvégezte a Műszaki Egyetem Építészmérnöki karát.
Az egyetem elvégzése után Németországban és Franciaországban tett nagyobb utazást. Onnan hazatérve kisebb emeletes és földszintes házakat épített. Építészeti tevékenységének súlypontja a nyolcvanas évek elejére esik.
Fő műve az Andrássy út 62. alatt lévő palotája, mely 1882-ben készült el. Csak nyolc évig volt a tulajdona, végül 1950-ben a Magyar Állam kezébe került, s lett a Magyar Tudományos Akadémia Földrajztudományi Kutató Intézete.
Az Országház fő felügyelője volt. Az 1885. évi országos őszi kiállítás épületeinek tervezője és kivitelezője, melyért a Ferencz József-rend lovagkeresztjével tüntették ki.
Halála előtt nem sokkal kinevezték a főrendi ház palota gondnokává.
Halálának századik évfordulójára emlékezve, 2003. november 15-én emléktáblát avattak a Bobula-palota falán.
Felesége Pozdech Mária (Jozef Pozdech harangöntő lánya). Fiai: János (építész) és Titus (építész Amerikában).

## Irodalmi és politikai pályája
Szerkesztette a junos című ifjúsághoz szóló szórakoztató lapot. 1868-ban létrehozta a Slovensky národnodemokraticky spolok (Pesti Nemzeti Demokrata Tót Kört) és annak sajtóorgánumát, a Slovenské noviny (Szlovák Újság 1868-75) című lapot. 1876-ban létrehozta a Dunaj című folyóiratot, de csak hat száma jelent meg. 
1869-72-ben Bobula vezetése alatt működött az első "tót-magyar" nyomda és könyvkiadó, a Minerva.
1872-ben megalakította a Segélyező Pénztárat (Pomocná pokladnica). A magyar kormány nemzetiség ellenes politikája következtében megszüntetett Matica slovenskát, és a három szlovák gimnázium bezárását követően Bobula visszafordult, és eltávolodott a szlovák közélettől.
- 1888-ban kiadkja a Magyarország iparügye című könyvet, amelyről mindenki elismeréssel nyilatkozik.
- Az Építészeti Szemle alapító szerkesztője  volt 1892 és 1898 között.
- 1897-ben adta ki Huszonöt év magyar ipar szolgálatában címmel.
- 1876-an megválasztották Terézváros képviselőjének.
- 1892-97 között Ólubló választási körzetének képviselője lett.
- A Szabadelvű Párt országgyűlési képviselője volt 1892 és 1897 között.

## Épületei

### Saját tervek
Az 1870-es évektől több épületet tervezett Budapesten:
- 1875-1877: a Pesti Építő Társulat eklektikus lakóépülete, Budapest, Bajcsy-Zsilinszky út 27.[2]
- 1877: a Pesti Építő Társulat eklektikus lakóépülete, Budapest, Bajcsy-Zsilinszky út 29.[2]
- 1878: Zichy-palota, Budapest, Andrássy út 68.[2][3]
- 1879: Schneider-palota, Budapest, Eötvös utca 7.[2]
- 1880-as évek: Józsefvárosi Tisztviselőtelep (a 80 ház egy részét tervezte), Budapest[4]
- 1882: Bobula-palota, Budapest, Andrássy út 62.[5]
- 1884: pavilonok az 1885-ös Országos Általános Kiállításon, Budapest, Városliget[6]
- 1886: lakóház, Budapest, Delej utca 36.[7]
- 1887: Trefort utcai Gimnázium (ma: ELTE Trefort Ágoston Gyakorlóiskola), Budapest, Trefort u. 6-8.[2]
- 1889: Barcsay utcai Gimnázium (ma: Madách Imre Gimnázium), Budapest, Barcsay u. 5.[2]
- 1896: Korányi-villa, Balatonföldvár Petőfi Sándor utca 13.[8]
- 1902: Vaszary Kolos Kórház, Esztergom, Petőfi Sándor utca 26-28.

Egyéb alkotásai (pontosabb adatok nélkül):
- 1864: Felvidék: Túrócszentmártoni (Martin) Matica Slovenská első épülete
- ?: Szerb egyházi épület, Budapest, Váci u.[6]
- ?: Tabáni paplak[6]
- ?: Országos Magyar Színész Egyesület Nyugdíj Intézeti háza - a köznyelvben "Színészpalota", Budapest, Baross tér 9.
- ?: Közoktatási Tanács épülete, Budapest, Ősz u.
- ?: Váci körúti Építőtársaság három háza, Budapest
- ?: Révay gróf nyári rezidenciája

### Kivitelezés
- 1875–1876: Ádám-villa, Budapest, Bródy Sándor u. 4. (tervezte: Weber Antal)[2][9]
- 1881: (I.) Pulitzer-palota, Budapest, Andrássy út 15. (tervező: Feszty Adolf)[10]
- 1881: (II.) Pulitzer-palota, Budapest, Andrássy út 17. (tervező: Feszty Adolf)[11]
- 1881: Gomperz-ház, Budapest, Andrássy út 20. (tervezte: Freund Vilmos)[2][12]
- 1884: Pokupcic-ház, Budapest, Andrássy út 11. (tervezte: Freund Vilmos)[2][12]
- 1885: Magyar Országos Bank, Budapest, Nádor u. 4. (tervező: Feszty Adolf)[13][14]
- 1890–1891: Puhrer-bérház (I.), Budapest, Zichy Jenő u. 45. (tervező: Holub József)[15]
- 1890–1891: Puhrer-bérház (II.), Budapest, Zichy Jenő u. 47. (tervező: Holub József)[15]

### Szobor
- 1880: Széchenyi Emlékmű, Budapest, Széchenyi tér (Weber Antallal és Engel Józseffel közös alkotás)[2]

### Tervben maradt épületek
- 1891: New York palota, Budapest[16]

## Kötetei
- Pasigrafiai szótár a magyar nyelvhez. Bachmaier Antal rendszere szerint; Deutsch, Bp., 1886
- Bobula János programm-beszéde a Budapest-főváros VI. kerületi (Terézvárosi) szabadelvü választó polgárok előtt. 1887. május 23-án; Márkus Ny., Bp., 1887
- Magyarország iparügye; Kókai Biz., Bp., 1888
- Huszonöt év a magyar ipar szolgálatában. 1872–1897; Márkus Ny., Bp., 1897

## Galéria

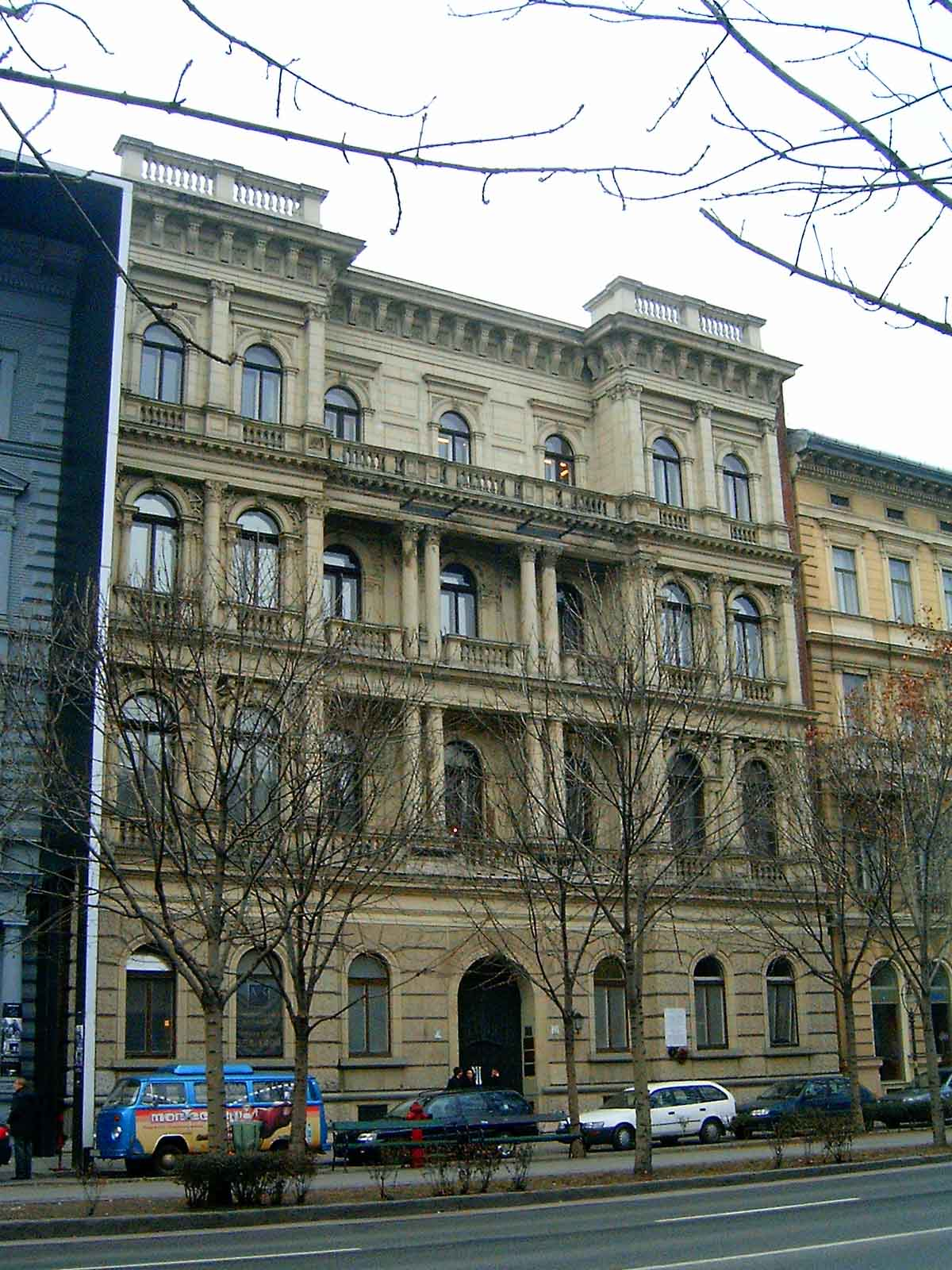
Bobula palota
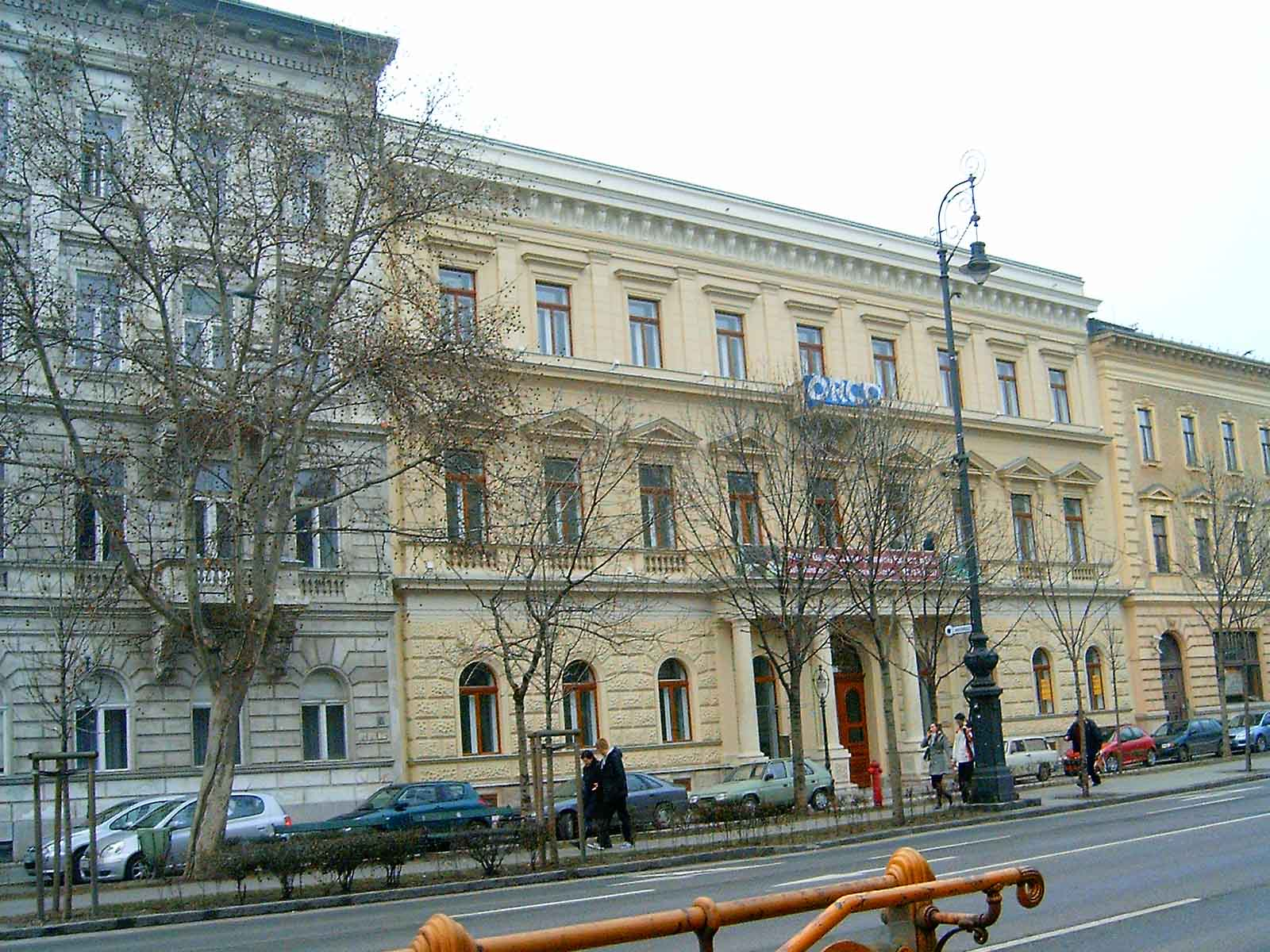
Bobula tervei alapján készült ház
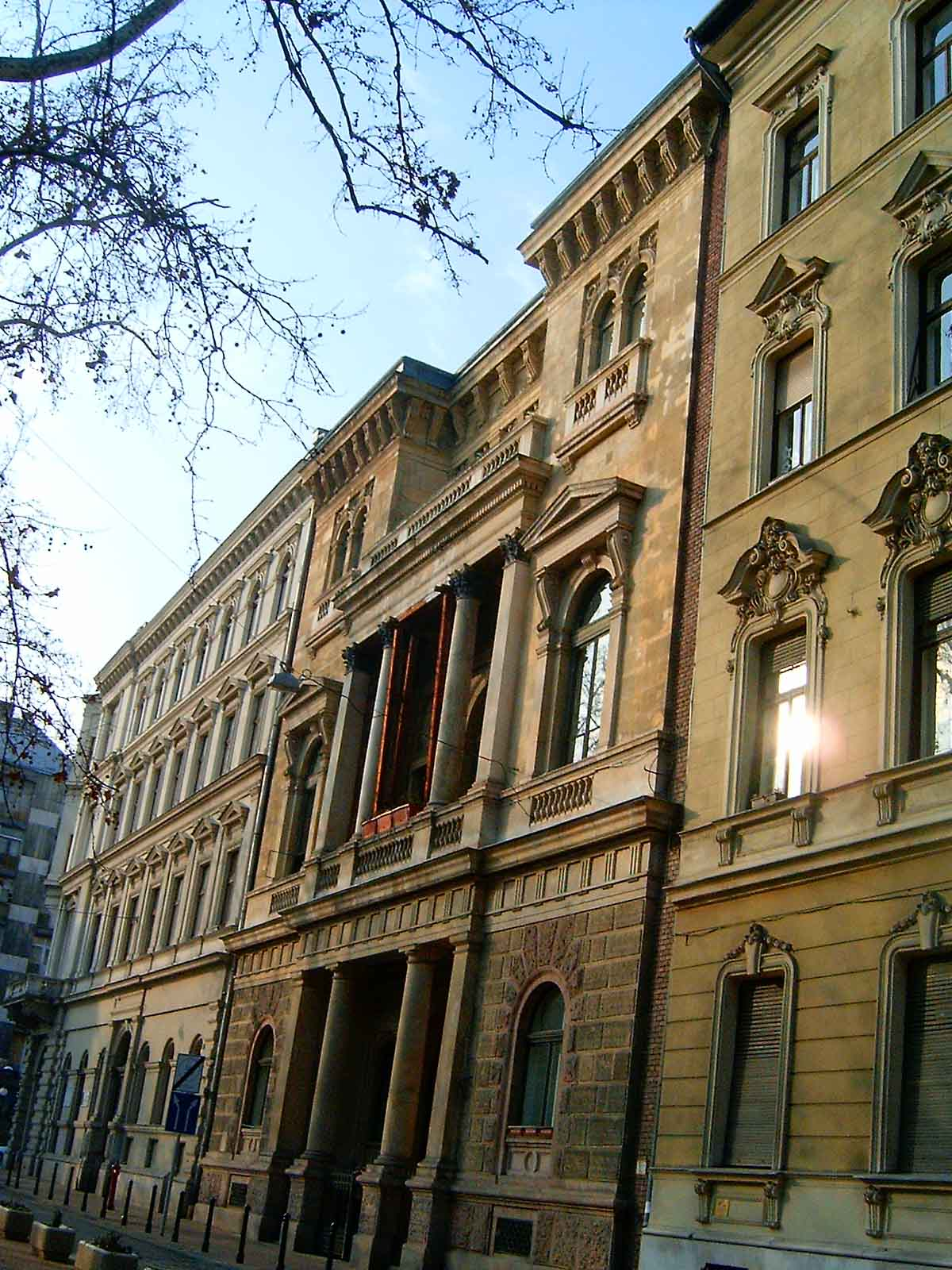
Ádám palota
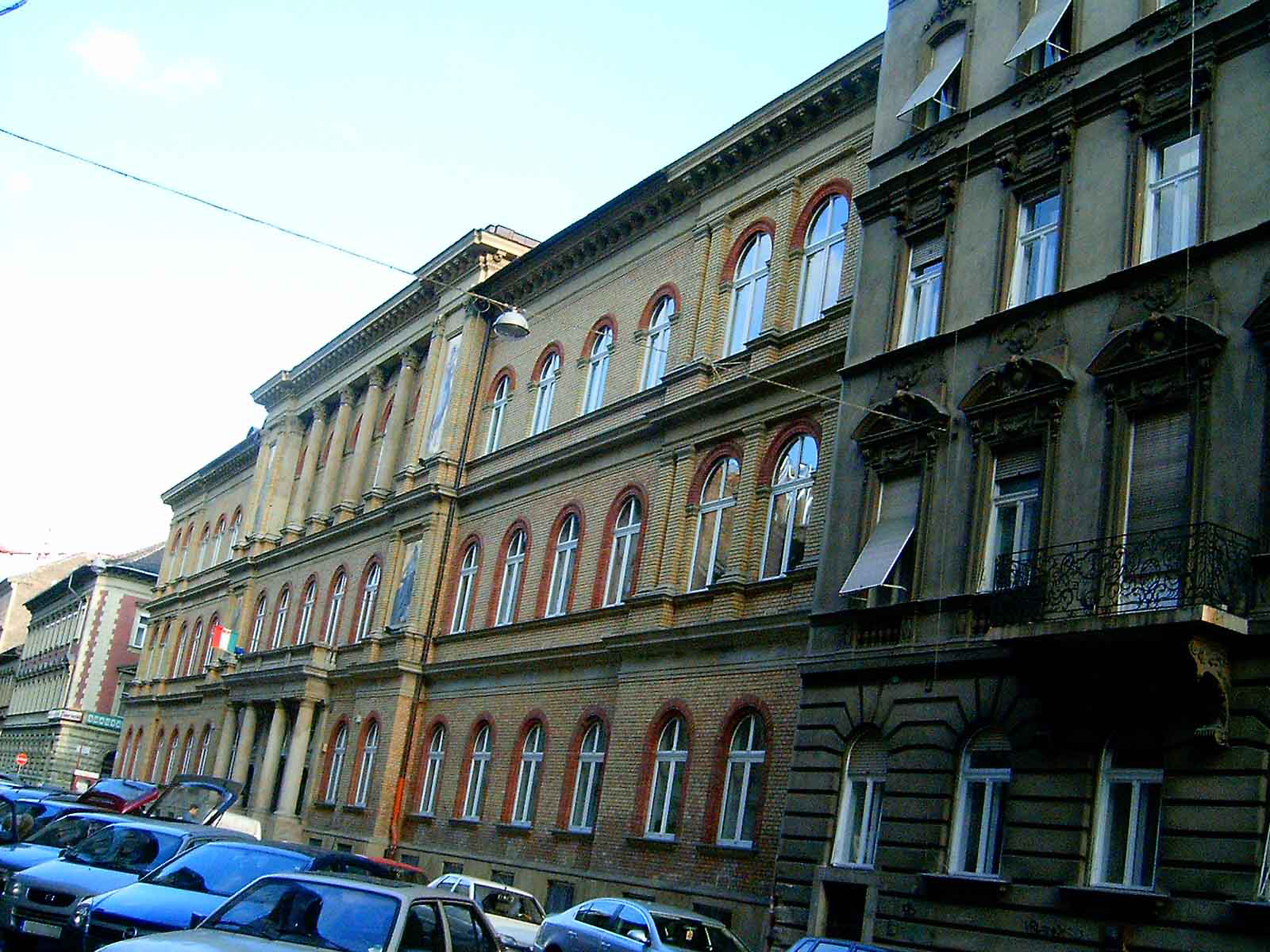
Madách Imre Gimnázium
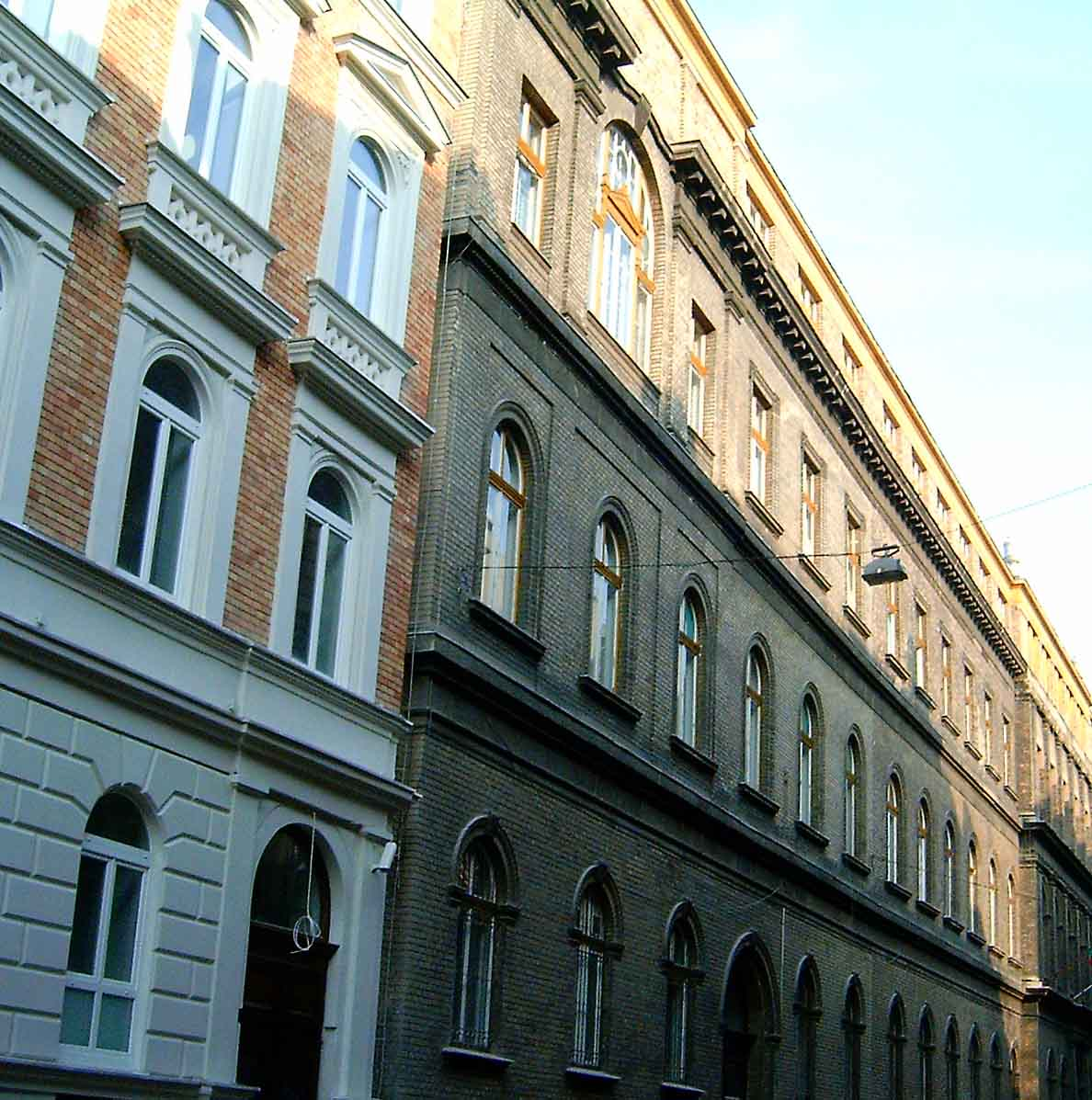
Trefort Gimnázium